# Nimrod (Minnesota)
Nimrod ist eine Kleinstadt (City) im Wadena County des Bundesstaates Minnesota der Vereinigten Staaten. Das U.S. Census Bureau hat bei der Volkszählung 2020 eine Einwohnerzahl von 84 ermittelt.

## Lage
Nimrod liegt in der Mitte Minnesotas, rund 16 Kilometer östlich von Sebeka, 130 Kilometer nordwestlich von St. Cloud und 150 Kilometer ostsüdöstlich von Fargo. In der Nähe der Ortschaft liegt der Huntersville State Forest. Durch den Ort fließt der Crow Wing River, ein Nebenfluss des Mississippi River.

## Geschichte
Die Siedlung Nimrod entstand als Zwischenstation für Weizenhändler, die ihren Weizen von Shell City aus zum nächstgelegenen Bahnhof nach Verndale brachten. Benannt wurde der Ort nach der biblischen Figur Nimrod. 1887 wurde im Ort eine Poststelle eröffnet, die 1917 wieder geschlossen wurde. Am 20. August 1924 wurde Nimrod als Village inkorporiert. Im Jahr 1938 erhielt das Dorf erneut eine Poststation und am 4. Dezember 1946 wurde Nimrod zur City erhoben.
Die Poststation in Nimrod wird bis heute betrieben. Die Stadtverwaltung befindet sich inzwischen in Sebeka. Seit 1979 findet in Nimrod jährlich am Wochenende vor Labor Day das Volksfest Nimrod Jubilee Days statt.

## Bevölkerung

### Census 2010
Beim United States Census 2010 hatte Nimrod 69 Einwohner, die sich auf 34 Haushalte und 19 Familien verteilten. 100 % der Einwohner waren Weiße. In 44,1 % der Haushalte von Verndale lebten verheiratete Ehepaare, 8,8 % der Haushalte setzten sich aus alleinstehenden Frauen und 2,9 % aus alleinstehenden Männern zusammen. 14,7 % der Haushalte hatten Kinder unter 18 Jahren, die bei ihnen wohnten und in ebenfalls 14,7 % der Haushalte lebten Senioren über 65 Jahre.
Das Medianalter lag in Nimrod im Jahr 2010 bei 51,8 Jahren. 15,9 % der Einwohner waren unter 18 Jahre alt, 5,8 % waren zwischen 18 und 24, 20,2 % zwischen 25 und 44, 33,2 % zwischen 45 und 65 und 24,6 % der Einwohner waren älter als 65 Jahre. 39,1 % der Einwohner waren männlich und 60,9 % weiblich.

### Census 2000
Beim United States Census 2000 lebten in Nimrod 75 Einwohner in 35 Haushalten und 17 Familien. Alle waren Weiße, davon wiederum waren jeweils 25,0 % amerikanischer und deutscher Abstammung, 14,3 % norwegischer Abstammung und 11,9 % irischer Abstammung.
Zum Zeitpunkt der Volkszählung betrug das Medianeinkommen in Nimrod pro Haushalt 30.313 US-Dollar und pro Familie 46.250 US-Dollar. Das durchschnittliche Pro-Kopf-Einkommen lag bei 15.413 US-Dollar. 6,8 % der Einwohner von Nimrod lebten unterhalb der Armutsgrenze, davon waren keine unter 18 und 11,8 % über 65 Jahre alt.

## Infrastruktur
Nimrod liegt am östlichen Ende des Minnesota State Highway 227, der den Ort mit der Stadt Sebeka verbindet. Etwa 17 Kilometer westlich von Nimrod liegt der U.S. Highway 71 zwischen Park Rapids und Wadena.